# Torino Calcio 1997-1998
Questa voce raccoglie le informazioni riguardanti il Torino Calcio nelle competizioni ufficiali della stagione 1997-1998.

## Stagione
Nella stagione 1997-1998 il Torino disputa il campionato cadetto, raccoglie 62 punti che valgono il quarto posto, appaiato al Perugia, per raggiungere le promosse Salernitana, Venezia e Cagliari, si gioca lo spareggio tra Torino e Perugia, a Reggio Emilia il 21 giugno 1998, la gara finisce (1-1) al termine dei tempi regolamentari, ai calci di rigore prevalgono gli umbri (5-4) che salgono in Serie A. I granata iniziano la stagione con in panchina Giancarlo Camolese, alla sesta giornata arriva una pesante sconfitta (4-0) a Verona contro l'Hellas, il tracollo convince la dirigenza torinese a puntare su Edoardo Reja, al termine del girone di andata il Torino è quarto con 29 punti, staccato da Salernitana e Venezia, ma in corsa per la promozione, nel girone di ritorno riece a racimolare qualche punto in più, ma nel finale si fa raggiungere dal Perugia al quarto posto, perdendo lo scontro diretto (2-1) alla penultima giornata, ma soprattutto perdendo il decisivo spareggio. Maiuscola la stagione di Marco Ferrante che realizza 23 reti, delle quali 5 in Coppa Italia e 18 in campionato. Nella Coppa Italia il Torino nel doppio confronto del primo turno supera il Como, mentre nel secondo turno viene eliminato dalla Sampdoria.

## Divise e sponsor

Il capitano torinista Lentini (a destra), con indosso la seconda divisa sbarrata, nei convenevoli pregara col corrispettivo perugino Materazzi (a sinistra) e l'arbitro Cesari (al centro) in occasione dello spareggio-promozione di Reggio Emilia.

Nel 1997-1998, il Torino ebbe come sponsor tecnico Kelme, mentre lo sponsor principale fu SDA.
| Casa | Trasferta | Terza maglia |

## Società
- Presidente:
  - Massimo Vidulich
- Direttore generale:
  - Renato Bodi
- Direttore sportivo:
  - Renzo Corni
- Segretario generale:
  - Federico Bonetto
- Addetto stampa:
  - Gabriele Chiuminatto

- Team manager:
  - Giuseppe Accardi
- Allenatore:[6]
  - Edoardo Reja
  - Giancarlo Camolese
(fino al 07/10/1997)
- Direttore tecnico:
  - Graeme Souness
(fino al 07/10/1997)

## Rosa
| N. |                   | Ruolo | Calciatore          |
| -- | ----------------- | ----- | ------------------- |
| 1  | Italia (bandiera) | P     | Fabrizio Casazza    |
| 2  | Italia (bandiera) | D     | Moreno Longo        |
| 3  | Italia (bandiera) | D     | Alessandro Scarponi |
| 4  | Italia (bandiera) | D     | Lorenzo Minotti     |
| 5  | Italia (bandiera) | D     | Roberto Maltagliati |
| 6  | Italia (bandiera) | D     | Roberto Cravero     |
| 7  | Italia (bandiera) | C     | Massimo Ficcadenti  |
| 8  | Italia (bandiera) | C     | Gianluigi Lentini   |
| 9  | Italia (bandiera) | A     | Marco Ferrante      |
| 10 | Italia (bandiera) | C     | Claudio Bonomi      |
| 11 | Italia (bandiera) | A     | Marco Carparelli    |
| 12 | Italia (bandiera) | P     | Enzo Biato          |
| 13 | Italia (bandiera) | C     | Antonino Asta       |
| 14 | Italia (bandiera) | D     | Stefano Mercuri     |
| 15 | Italia (bandiera) | C     | Fabio Tricarico     |
| 16 | Italia (bandiera) | C     | Roberto Bacci       |
| 17 | Italia (bandiera) | A     | Felice Foglia       |
| 18 | Italia (bandiera) | C     | Carmine Nunziata    |
| 19 | Italia (bandiera) | C     | Vincenzo Sommese    |
| 20 | Italia (bandiera) | D     | Paolo Martelli      |

| N. |                        | Ruolo | Calciatore         |
| -- | ---------------------- | ----- | ------------------ |
| 21 | Italia (bandiera)      | D     | Alessandro Pedroni |
| 22 | Slovenia (bandiera)    | A     | Matjaž Florijančič |
| 23 | Italia (bandiera)      | P     | Luca Pastine       |
| 24 | Inghilterra (bandiera) | C     | Anthony Dorigo     |
| 25 | Italia (bandiera)      | P     | Gabriele Paoletti  |
| 26 | Argentina (bandiera)   | P     | Pablo Malinarich   |
| 27 | Italia (bandiera)      | C     | Piero Lo Gatto     |
| 28 | Italia (bandiera)      | D     | Vittorio Pusceddu  |
| 29 | Italia (bandiera)      | D     | Mauro Bonomi       |
| 30 | Italia (bandiera)      | C     | Massimo Brambilla  |
| 31 | Italia (bandiera)      | D     | Stefano Fattori    |
| 32 | Ungheria (bandiera)    | C     | Tamás Sándor       |
| 33 | Italia (bandiera)      | D     | Andrea Citterio    |
| 34 | Italia (bandiera)      | D     | Gianluca Comotto   |
| 35 | Italia (bandiera)      | A     | Simone Tiribocchi  |
| 36 | Italia (bandiera)      | P     | Luca Bucci         |
| 37 | Italia (bandiera)      | A     | Sergio Pellissier  |
| 38 | Italia (bandiera)      | C     | Giuseppe Alessi    |
| 39 | Italia (bandiera)      | D     | Riccardo Fissore   |
| 40 | Italia (bandiera)      | D     | Franco Semioli     |

## Calciomercato

### Sessione estiva
| Acquisti | Acquisti            | Acquisti          | Acquisti      |
| R.       | Nome                | da                | Modalità      |
| -------- | ------------------- | ----------------- | ------------- |
| P        | Enzo Biato          | Lucchese          | fine prestito |
| P        | Luca Bucci          | Parma             | definitivo    |
| P        | Pablo Malinarich    | Newell's Old Boys | definitivo    |
| P        | Luca Pastine        | Genoa             | definitivo    |
| D        | Roberto Bacci       | Verona            | fine prestito |
| D        | Mauro Bonomi        | Bologna           | definitivo    |
| D        | Andrea Citterio     | Fidelis Andria    | definitivo    |
| D        | Gianluca Comotto    | Biellese          | definitivo    |
| D        | Stefano Fattori     | Reggiana          | definitivo    |
| D        | Lorenzo Minotti     | Cagliari          | definitivo    |
| D        | Alessandro Pedroni  | Cremonese         | fine prestito |
| D        | Vittorio Pusceddu   | Empoli            | definitivo    |
| D        | Alessandro Scarponi | Fidelis Andria    | definitivo    |
| C        | Antonino Asta       | Monza             | definitivo    |
| C        | Claudio Bonomi      | Castel di Sangro  | definitivo    |
| C        | Massimo Brambilla   | Bologna           | definitivo    |
| C        | Anthony Dorigo      | Leeds Utd         | definitivo    |
| C        | Massimo Ficcadenti  | Verona            | definitivo    |
| C        | Gianluigi Lentini   | Atalanta          | definitivo    |
| C        | Tamás Sándor        | Debrecen          | definitivo    |
| C        | Fabio Tricarico     | Empoli            | definitivo    |
| A        | Marco Carparelli    | Sampdoria         | definitivo    |
| A        | Felice Foglia       | Juve Stabia       | fine prestito |
| A        | Veldin Karić        | Lugano            | fine prestito |

| Cessioni | Cessioni            | Cessioni         | Cessioni   |
| R.       | Nome                | a                | Modalità   |
| -------- | ------------------- | ---------------- | ---------- |
| P        | Enzo Biato          | Baracca Lugo     | definitivo |
| P        | Luca Mordenti       | Pro Vercelli     | definitivo |
| P        | Saul Santarelli     | Catania          | definitivo |
| D        | Marco Andreotti     | Castel di Sangro | prestito   |
| D        | Roberto Bacci       | Modena           | prestito   |
| D        | Roberto Cevoli      | Reggiana         | definitivo |
| D        | Moreno Longo        | Lucchese         | definitivo |
| D        | Paolo Martelli      | Fidelis Andria   | definitivo |
| D        | Luca Mezzano        | Inter            | definitivo |
| D        | Alessandro Pedroni  | Monza            | prestito   |
| D        | Alessandro Scarponi | Fidelis Andria   | prestito   |
| C        | Claudio Bonomi      | Empoli           | definitivo |
| C        | Fabio Cinetti       | Chievo           | definitivo |
| C        | Paolo Cristallini   | Bologna          | definitivo |
| C        | Daniele Di Donato   | Castel di Sangro | definitivo |
| C        | Valeriano Fiorin    | Foggia           | definitivo |
| C        | Massimo Lombardini  | Chievo           | definitivo |
| C        | Pasquale Rocco      | Perugia          | definitivo |
| C        | Tamás Sándor        | Gençlerbirliği   | prestito   |
| C        | Alessio Scarchilli  | Sampdoria        | definitivo |
| A        | Fabrizio Cammarata  | Pescara          | definitivo |
| A        | Matjaž Florijančič  | Empoli           | definitivo |
| A        | Veldin Karić        | Varteks Varaždin | definitivo |

## Risultati

### Serie B

#### Girone di andata
| Arbitro: | Pellegrino (Barcellona Pozzo di Gotto) |

|           |           |  |
| Monza 46’ | Marcatori |  |

| Arbitro: | Branzoni (Pavia) |

|                          |           |             |
| Carparelli 9’ Foglia 58’ | Marcatori | 76’ Saurini |

| Arbitro: | Pin (Conegliano Veneto) |

|                |           |              |
| Carparelli 39’ | Marcatori | 27’ Chianese |

| Arbitro: | Bonfrisco (Monza) |

|                                        |           |  |
| Di Giannatale 17’, 73’ L. Beghetto 94’ | Marcatori |  |

| Arbitro: | Preschern (Mestre) |

|                          |           |            |
| Lentini 15’ Ferrante 27’ | Marcatori | 85’ Pisano |

| Arbitro: | Messina (Bergamo) |

|                                                    |           |  |
| De Vitis 4’ Giandebiaggi 62’ Vanoli 70’ Corini 75’ | Marcatori |  |

| Arbitro: | Collina (Viareggio) |

|  |           |                                      |
|  | Marcatori | 17’, 66’ Schwoch 34’, 36’ M. Cossato |

| Arbitro: | Branzoni (Pavia) |

|                 |           |              |
| Campolonghi 81’ | Marcatori | 75’ Ferrante |

| Arbitro: | Borriello (Mantova) |

|  |           |                          |
|  | Marcatori | 31’ Ferrante 81’ Lentini |

| Arbitro: | De Santis (Tivoli) |

|                         |           |  |
| C. Bonomi 41’, 49’, 63’ | Marcatori |  |

| Arbitro: | Ceccarini (Livorno) |

|                             |           |                   |
| Lorenzini 35’ F. Marino 80’ | Marcatori | 28’, 38’ Ferrante |

| Arbitro: | Rossi (Ciampino) |

|                                                        |           |  |
| Ferrante 20’ Ficcadenti 30’ Sommese 78’ Carparelli 87’ | Marcatori |  |

| Arbitro: | Racalbuto (Gallarate) |

|               |           |            |
| Buonocore 86’ | Marcatori | 88’ Dorigo |

| Arbitro: | Pin (Conegliano) |

|                                                      |           |              |
| Tricarico 11’ Carparelli 20’ Fattori 67’ Sommese 75’ | Marcatori | 79’ Bernardi |

| Arbitro: | Treossi (Forlì) |

|                              |           |              |
| Di Vaio 45’ Gia. Tedesco 65’ | Marcatori | 36’ Ferrante |

| Arbitro: | Cesari (Genova) |

|              |           |  |
| Ferrante 70’ | Marcatori |  |

| Arbitro: | Nucini (Bergamo) |

|  |           |                         |
|  | Marcatori | 45’ Foglia 76’ Ferrante |

| Torino 17 gennaio 1998, ore 14:30 UTC+1 18ª giornata | Torino          | 0 – 0 | Perugia | Stadio delle Alpi (18.283 spett.)\| Arbitro: \| Boggi (Salerno) \| |
| Arbitro:                                             | Boggi (Salerno) |       |         |                                                                    |

| Arbitro: | Serena (Bassano del Grappa) |

|                           |           |                |
| Paci 1’, 31’ Colacone 56’ | Marcatori | 80’ Carparelli |

#### Girone di ritorno
| Arbitro: | Gambino (Barletta) |

|             |           |                    |
| Fattori 45’ | Marcatori | 80’ (rig.) Tentoni |

| Arbitro: | Rossi (Ciampino) |

|                                |           |                |
| De Franceschi 45’ Iaquinta 61’ | Marcatori | 22’ Ficcadenti |

| Arbitro: | Pellegrino (Barcellona Pozzo di Gotto) |

|  |           |                                     |
|  | Marcatori | 16’ Ferrante 37’ Sommese 93’ Dorigo |

| Arbitro: | Dagnello (Trieste) |

|  |           |           |
|  | Marcatori | 53’ Gelsi |

| Arbitro: | Rodomonti (Teramo) |

|                      |           |                   |
| Nappi 79’ Kallon 85’ | Marcatori | 45’, 46’ Ferrante |

| Arbitro: | Bonfrisco (Monza) |

|                                 |           |                    |
| Lentini 11’ Ferrante 27’ (rig.) | Marcatori | 33’ (aut.) Fattori |

| Venezia 15 marzo 1998, ore 15:00 UTC+1 26ª giornata | Venezia         | 0 – 0 | Torino | Stadio Pierluigi Penzo (9.681 spett.)\| Arbitro: \| Cesari (Genova) \| |
| Arbitro:                                            | Cesari (Genova) |       |        |                                                                        |

| Arbitro: | Serena (Bassano del Grappa) |

|            |           |  |
| Sommese 3’ | Marcatori |  |

| Arbitro: | Sirotti (Forlì) |

|                                        |           |                |
| Ferrante 25’ (rig.) Tudisco 56’ (aut.) | Marcatori | 23’ Lasalandra |

| Arbitro: | Farina (Novi Ligure) |

|                           |           |                            |
| Darío Silva 75’ Muzzi 89’ | Marcatori | 55’ Brambilla 72’ Ferrante |

| Arbitro: | Messina (Bergamo) |

|                           |           |  |
| Ferrante 8’ Brambilla 46’ | Marcatori |  |

| Treviso 26 aprile 1998, ore 16:00 UTC+2 31ª giornata | Treviso            | 0 – 0 | Torino | Stadio Omobono Tenni (5.251 spett.)\| Arbitro: \| De Santis (Tivoli) \| |
| Arbitro:                                             | De Santis (Tivoli) |       |        |                                                                         |

| Arbitro: | Borriello (Mantova) |

|                      |           |  |
| Vecchiola 60’ (aut.) | Marcatori |  |

| Arbitro: | Preschern (Mestre) |

|                       |           |                |
| Zilic 50’ Martino 61’ | Marcatori | 92’ Carparelli |

| Arbitro: | Pellegrino (Barcellona Pozzo di Gotto) |

|                |           |  |
| Carparelli 79’ | Marcatori |  |

| Arbitro: | Braschi (Prato) |

|  |           |              |
|  | Marcatori | 52’ Ferrante |

| Arbitro: | Rossi (Ciampino) |

|               |           |             |
| Tricarico 25’ | Marcatori | 12’ Cerbone |

| Arbitro: | Bazzoli (Merano) |

|                            |           |             |
| Tovalieri 30’ Tangorra 77’ | Marcatori | 56’ Comotto |

| Arbitro: | Tombolini (Ancona) |

|              |           |  |
| Ferrante 13’ | Marcatori |  |

#### Spareggio-promozione
| Arbitro: | Cesari (Genova) |

|                                                  |                      |                                            |
| Tovalieri 76’                                    | Marcatori            | 79’ Ferrante                               |
| Bernardini Rapaic Materazzi Colonnello Tovalieri | Tiri di rigore 5 – 4 | Ferrante Lentini Cravero Dorigo Carparelli |

### Coppa Italia
| Arbitro: | Racalbuto (Gallarate) |

|                                                                  |           |                             |
| S. De Agostini 9’ Ottolina 32’ Milanetto 42’ Martelli 61’ (aut.) | Marcatori | 29’ Carparelli 55’ Ferrante |

| Arbitro: | Rodomonti (Teramo) |

|                                |           |  |
| Foglia 69’, 74’ Carparelli 94’ | Marcatori |  |

| Arbitro: | Tombolini (Ancona) |

|                  |           |              |
| Ferrante 7’, 15’ | Marcatori | 53’ Montella |

| Arbitro: | Braschi (Prato) |

|                         |           |              |
| Tovalieri 33’, 35’, 67’ | Marcatori | 16’ Ferrante |

## Statistiche

### Statistiche di squadra
| Competizione         | Punti | In casa | In casa | In casa | In casa | In casa | In casa | In trasferta | In trasferta | In trasferta | In trasferta | In trasferta | In trasferta | Totale | Totale | Totale | Totale | Totale | Totale | DR  |
| Competizione         | Punti | G       | V       | N       | P       | Gf      | Gs      | G            | V            | N            | P            | Gf           | Gs           | G      | V      | N      | P      | Gf     | Gs     | DR  |
| -------------------- | ----- | ------- | ------- | ------- | ------- | ------- | ------- | ------------ | ------------ | ------------ | ------------ | ------------ | ------------ | ------ | ------ | ------ | ------ | ------ | ------ | --- |
| Serie B              | 62    | 19      | 13      | 4       | 2       | 29      | 13      | 19           | 4            | 7            | 8            | 21           | 27           | 38     | 17     | 11     | 10     | 50     | 40     | +10 |
| Spareggio promozione | -     | 0       | 0       | 0       | 0       | 0       | 0       | 1            | 0            | 1            | 0            | 1            | 1            | 1      | 0      | 1      | 0      | 1      | 1      | 0   |
| Coppa Italia         | -     | 2       | 2       | 0       | 0       | 5       | 1       | 2            | 0            | 0            | 2            | 3            | 7            | 4      | 2      | 0      | 2      | 8      | 8      | 0   |
| Totale               | -     | 21      | 15      | 4       | 2       | 34      | 14      | 22           | 4            | 8            | 10           | 25           | 35           | 43     | 19     | 12     | 12     | 59     | 49     | +10 |

### Statistiche dei giocatori
| Giocatore      | Serie B  | Serie B  | Serie B     | Serie B    | Coppa Italia | Coppa Italia | Coppa Italia | Coppa Italia | Totale   | Totale | Totale      | Totale     |
| Giocatore      | Presenze | Reti     | Ammonizioni | Espulsioni | Presenze     | Reti         | Ammonizioni  | Espulsioni   | Presenze | Reti   | Ammonizioni | Espulsioni |
| -------------- | -------- | -------- | ----------- | ---------- | ------------ | ------------ | ------------ | ------------ | -------- | ------ | ----------- | ---------- |
| A. Asta        | 28       | 0        | ?           | ?          | 3            | 0            | ?            | ?            | 31       | 0      | ?           | ?          |
| R. Bacci       | 3        | 0        | ?           | ?          | 0            | 0            | 0            | 0            | 3        | 0      | 0+          | 0+         |
| C. Bonomi      | 13       | 3        | ?           | ?          | 3            | 0            | ?            | ?            | 16       | 3      | ?           | ?          |
| M. Bonomi      | 28+1     | 0        | ?           | ?          | -            | -            | -            | -            | 29       | 0      | 0+          | 0+         |
| M. Brambilla   | 26       | 2        | ?           | ?          | -            | -            | -            | -            | 26       | 2      | 0+          | 0+         |
| L. Bucci       | 19+1     | -15 + -1 | ?           | ?          | -            | -            | -            | -            | 20       | -15    | 0+          | 0+         |
| M. Carparelli  | 29+1     | 7        | ?           | ?          | 4            | 2            | ?            | ?            | 34       | 9      | ?           | ?          |
| F. Casazza     | 7        | -15      | ?           | ?          | 3            | -8           | ?            | ?            | 10       | -23    | ?           | ?          |
| A. Citterio    | 10       | 0        | ?           | ?          | -            | -            | -            | -            | 10       | 0      | 0+          | 0+         |
| G. Comotto     | 4        | 1        | ?           | ?          | 0            | 0            | 0            | 0            | 4        | 1      | 0+          | 0+         |
| R. Cravero     | 13+1     | 0        | ?           | ?          | 3            | 0            | ?            | ?            | 17       | 0      | ?           | ?          |
| T. Dorigo      | 30+1     | 2        | ?           | ?          | 3            | 0            | ?            | ?            | 34       | 2      | ?           | ?          |
| S. Fattori     | 28+1     | 2        | ?           | ?          | -            | -            | -            | -            | 29       | 2      | 0+          | 0+         |
| M. Ferrante    | 37+1     | 18+1     | ?           | ?          | 4            | 4            | ?            | ?            | 42       | 23     | ?           | ?          |
| M. Ficcadenti  | 21+1     | 2        | ?           | ?          | 3            | 0            | ?            | ?            | 25       | 2      | ?           | ?          |
| F. Foglia      | 25+1     | 2        | ?           | ?          | 4            | 2            | ?            | ?            | 30       | 4      | ?           | ?          |
| G. Lentini     | 34+1     | 3        | ?           | ?          | 4            | 0            | ?            | ?            | 39       | 3      | ?           | ?          |
| R. Maltagliati | 30+1     | 0        | ?           | ?          | 3            | 0            | ?            | ?            | 34       | 0      | ?           | ?          |
| P. Martelli    | 3        | 0        | ?           | ?          | 2            | 0            | ?            | ?            | 5        | 0      | ?           | ?          |
| S. Mercuri     | 6+1      | 0        | ?           | ?          | 4            | 0            | ?            | ?            | 11       | 0      | ?           | ?          |
| L. Minotti     | 4        | 0        | ?           | ?          | 3            | 0            | ?            | ?            | 7        | 0      | ?           | ?          |
| C. Nunziata    | 30+1     | 0        | ?           | ?          | 1            | 0            | ?            | ?            | 32       | 0      | ?           | ?          |
| L. Pastine     | 12       | -10      | ?           | ?          | 1            | -0           | ?            | ?            | 13       | -10    | ?           | ?          |
| V. Pusceddu    | 21       | 0        | ?           | ?          | -            | -            | -            | -            | 21       | 0      | 0+          | 0+         |
| T. Sándor      | 1        | 0        | ?           | ?          | 0            | 0            | 0            | 0            | 1        | 0      | 0+          | 0+         |
| A. Scarponi    | 5        | 0        | ?           | ?          | 2            | 0            | ?            | ?            | 7        | 0      | ?           | ?          |
| V. Sommese     | 25       | 4        | ?           | ?          | 0            | 0            | 0            | 0            | 25       | 4      | 0+          | 0+         |
| S. Tiribocchi  | 2        | 0        | ?           | ?          | 0            | 0            | 0            | 0            | 2        | 0      | 0+          | 0+         |
| F. Tricarico   | 33+1     | 2        | ?           | ?          | 4            | 0            | ?            | ?            | 38       | 2      | ?           | ?          |

## Giovanili

### Piazzamenti
- Primavera:
  - Campionato:
  - Coppa Italia:
  - Torneo di Viareggio: Vincitore
- Berretti:
  - Campionato:
- Allievi nazionali:
  - Torneo Città di Arco: